# Empire carolingien
Pour les articles homonymes, voir Empire romain (homonymie) et Empire d'Occident.
25 décembre 800 – 7 avril 924
(123 ans, 3 mois et 13 jours)
Entités précédentes :
- Royaume des Francs
- Royaume lombard
- Domnonée, Cornouaille et Vannetais
- Frise
- Bavière
- Émirat de Cordoue (partie)
- Saxe

Entités suivantes :
- Francie occidentale
- Francie médiane
- Francie orientale
- Royaume de Pampelune (824)
- Principauté du Balaton (840)

L'Empire carolingien est le résultat de l'expansion territoriale du royaume franc sous l'influence de la dynastie carolingienne pendant le haut Moyen Âge. Il s'étend de l'Europe occidentale à l'Europe centrale.
Amorcé par Pépin le Bref, premier souverain de cette deuxième dynastie des rois de France (la première étant celle des Mérovingiens), il doit cependant son nom à son fils, Carolus Magnus ou Charlemagne, couronné empereur par le pape Léon III en 800.
Cet Empire franc est partagé entre les petits-fils de Charlemagne, à la suite de la mort de son fils, le roi Louis Ier, dit le Débonnaire, ou Louis le Pieux, et donne naissance à l'ouest à la Francie occidentale, à l'est à la Francie orientale, et à la Francie médiane au centre et au sud. Objet d'un siècle de luttes entre les Francies occidentale et orientale, la Francie médiane finit démembrée, sa moitié nord, la Lotharingie, se rattachant à la Francie orientale, qui deviendra au prochain changement dynastique le Saint-Empire romain germanique, et sa moitié sud ressuscitant le royaume d'Italie.
L'Empire carolingien prend fin en 924,, avec la mort par assassinat, le 7 avril,, de l'empereur Bérenger Ier de Frioul, petit-fils de Louis le Pieux. Le titre impérial restera vacant jusqu'en 962, où le couronnement, le 2 février, d'Otton Ier par le pape Jean XII, donnera naissance au Saint-Empire romain germanique.

## Dynastie puissante en quête de légitimité

### Conquêtes

Expansion du Royaume franc.

Au VIIe siècle, les royaumes barbares connaissent une période de crise et se morcellent. L'expansion musulmane a longtemps été évoquée comme cause de cette crise mais on connaît mieux désormais le rôle de l'Italie byzantine comme courroie de transmission ininterrompue entre l'Orient et l'Occident. N'étant plus assurée par l'État romain disparu, la sécurité est désormais prise en charge par l'aristocratie germanique. Les puissants accueillent des hommes libres, les éduquent, les protègent et les nourrissent. L'entrée dans ces groupes se fait par la cérémonie de la recommandation : ces hommes deviennent des guerriers domestiques (vassus) attachés à la personne du senior. Le seigneur doit entretenir cette clientèle par des dons pour entretenir sa fidélité,. La monnaie d'or devenant rare, la richesse provient surtout de la guerre : butin ou terres conquises à redistribuer. En l'absence d'expansion territoriale, les liens vassaliques se distendent, donc pour se pérenniser une puissance doit s'étendre.

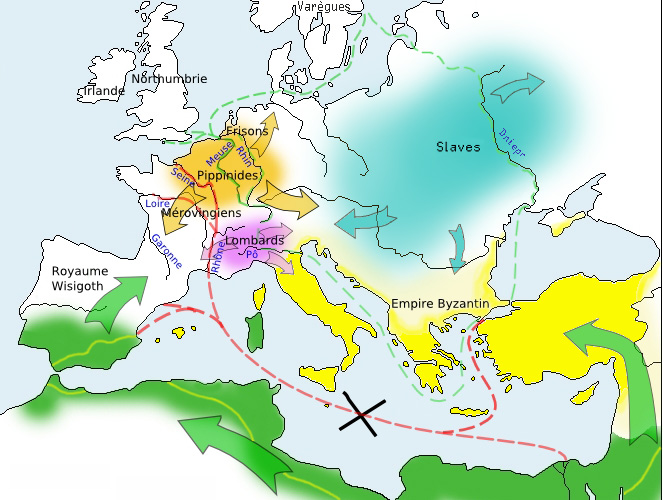
Conséquences de l'expansion musulmane des sur les voies commerciales et les royaumes européens selon la thèse de Pirenne.
Califat islamique
Empire romain d'Orient
Pépinides
Royaume lombard

Même si les voies terrestres romaines sont encore utilisables à cette époque, le trafic commercial est essentiellement fluvial (et permet le transfert de marchandises d'un bassin fluvial à l'autre) mais il ne permet que le transport de denrées suffisamment onéreuses pour être rentable. Même si le trafic est faible, ces voies sont capitales pour acquérir de quoi entretenir ses vassaux. Avec la présence musulmane en Méditerranée occidentale, les voies commerciales byzantines ne peuvent plus passer que par l'Adriatique. Dès lors, l'axe Rhône-Saône-Rhin (ou Seine) est supplanté par l'axe Pô-Rhin-Meuse.
Les Pépinides ou Pippinides, une famille austrasienne dont le berceau est situé sur la Meuse, acquièrent un avantage économique qui leur permet de mettre sur pied des armées bien plus nombreuses que ses rivales. Le basculement à l'est des voies commerciales réactive les régions riches en minerai de fer, lequel était déjà exploité, à l'origine de la puissance agricole et militaire des Celtes. Ceci permet de bénéficier d'armes et protections en acier de bonne qualité, augmentant la supériorité militaire. L'outillage agraire s'en trouve amélioré et la productivité augmente. Les Pippinides, en contrôlant plus de 90 grands domaines agricoles de part et d'autre de la Meuse, se sont procuré une puissance sans égale. Ainsi, Pépin de Herstal devient maire du palais d'Austrasie en 679, contrôle la Neustrie en 687 et prend le titre de prince des Francs. Pour conserver ses conquêtes, ses descendants doivent maintenir cette politique expansive pour éviter la dissolution de leur empire naissant. Son fils Charles Martel, issu de sa deuxième épouse, doit ainsi réduire les révoltés neustriens puis assujettir les Frisons, les Alamans, Bourguignons et les Provençaux.
Parallèlement à cette évolution, le bassin méditerranéen est victime aux VIe et VIIe siècles d'épidémies de peste et de variole récurrentes que les chroniqueurs de l'époque décrivent comme de véritables fléaux. Le bilan est impossible à chiffrer, mais certains historiens le comparent à celui de la peste noire de 1347-1350 : Jacques Le Goff et Jean-Noël Biraben y voient la cause d'un important affaiblissement démographique du sud de l'Europe qui explique en partie le basculement du centre de gravité de l'Occident vers le nord.

### Alliance avec la papauté

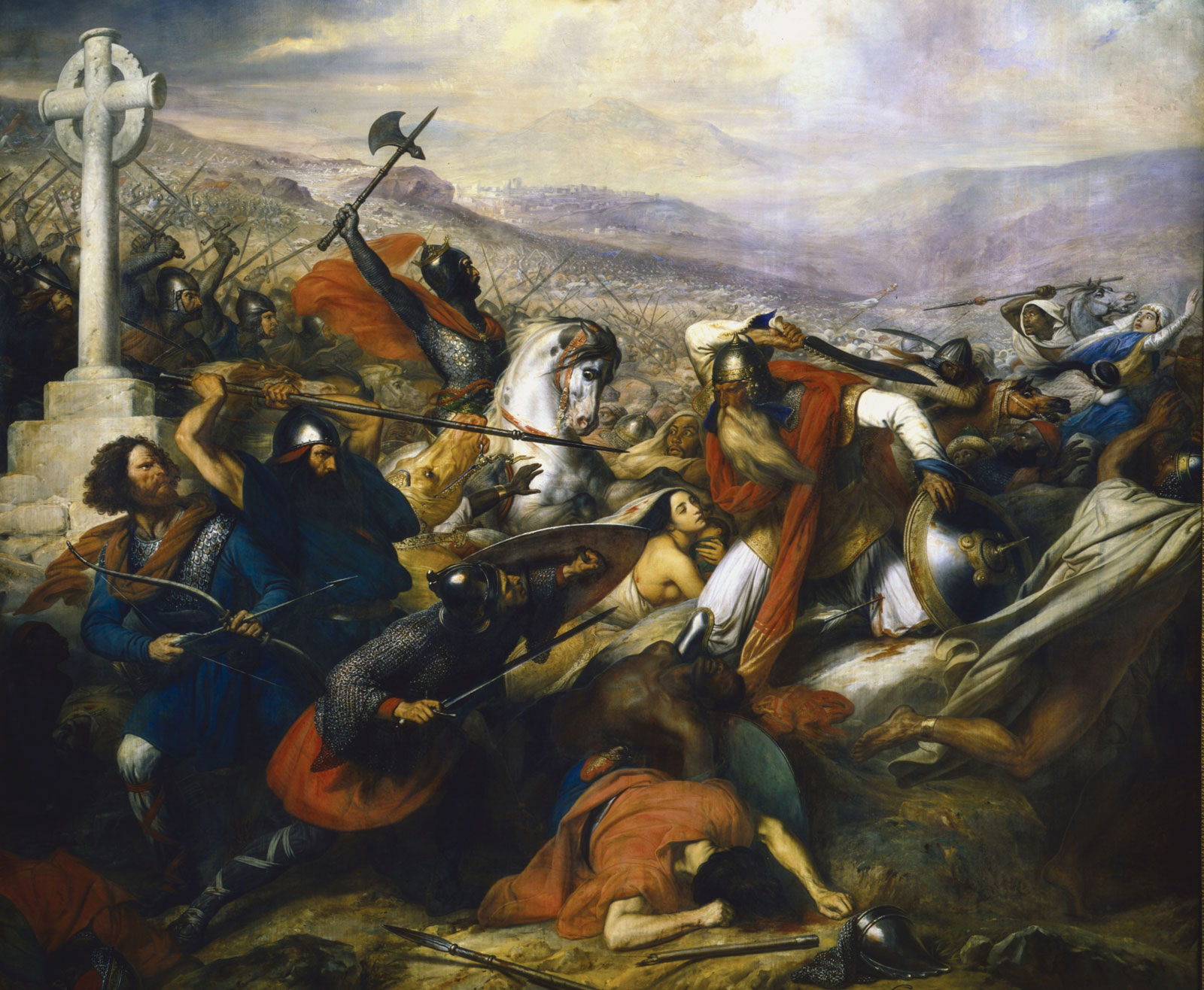
La bataille de Poitiers, Steuben.
Expansion de l'Empire franc.
L'Empire carolingien à la mort de Charlemagne.

Au sud de l'Europe, l'opposition (dite querelle des Images) entre les iconoclastes byzantins, soutenus par l'empereur Léon III l'Isaurien, et l'église romaine, soutenue par le pape Grégoire III, dresse les autorités impériales romaines contre le Saint-Siège, notamment en Sicile : Constantinople envoie une flotte pour combattre les villes vénérant les images. L'empereur étend les droits du patriarcat de Constantinople sur toutes les régions (districts) de l’Italie du Sud et ne laisse au pape que la région du Nord, que les Lombards ne cessent d'assaillir. Comme les Pépinides, les Lombards bénéficient de l'axe commercial Rhin-Pô et ne cessent d'étendre leur royaume en Italie au détriment de l'Empire, obtenant un butin et des terres à redistribuer pour maintenir les liens vassaliques,, : ils sont une grande puissance européenne de l'époque et menacent directement la papauté byzantine.
Au nord, Charles Martel, le grand-père de Charlemagne, arrête l'expansion musulmane à Poitiers en 732. Maire du palais mérovingien, autrement dit intendant principal du roi, il dispose d'une telle puissance qu'il a le pouvoir de fait, mais celui-ci ne se fonde ni sur l'hérédité, ni sur le charisme ; il ne peut prétendre au titre de roi. Sa famille, les Pippinides (qui deviendront les Carolingiens), a l'expérience du pouvoir. Après avoir remporté une victoire contre les Arabes à Poitiers, Charles Martel écrit au pape Grégoire III lui annonçant l'heureuse nouvelle,. Celle-ci a un très vif retentissement et désigne Charles, notamment aux yeux de la papauté, comme le défenseur en Occident de la foi et de l'Église. Charles Martel reçoit le titre de « Très Chrétien » accordé par le pape et auquel ont droit tous ses successeurs.
La papauté fait partie de l'Italie byzantine, mais l'essentiel de l'armée de l'empire doit faire face à l'expansion musulmane en Orient ; en Italie même, elle ne peut jouer son rôle de protecteur contre les Lombards et Rome en profite pour s'émanciper. Ainsi, le pape sollicite le secours de Charles Martel pour repousser les Lombards ; il met sous la protection des Francs toutes ses propriétés et les invite à conquérir l'Italie. L'Église romaine décide de s'appuyer sur cette forte dynastie germanique pour contrer les menaces islamique, lombarde et iconoclaste. En 750, Pépin le Bref, successeur de Charles Martel comme maire de palais, envoie une délégation franque auprès du pape Zacharie pour lui demander l'autorisation de mettre fin au règne décadent des Mérovingiens en prenant la couronne à la place de Childéric III. Zacharie accepte et déclare : « Mieux vaut appeler roi celui qui possède le pouvoir plutôt que celui qui ne l'a pas. » En novembre 751, Pépin dépose Childéric III puis se fait élire roi des Francs, à Soissons, en se faisant acclamer par une assemblée d'évêques, de nobles et de leudes (grands du royaume). Le nouveau pape Étienne II, successeur de Zacharie mort en 752, demande lui aussi l'aide militaire de Pépin contre les Lombards et leur roi Aistulf (ou Astolf) qui menacent Rome.

### L'évolution de l'empire d'Occident

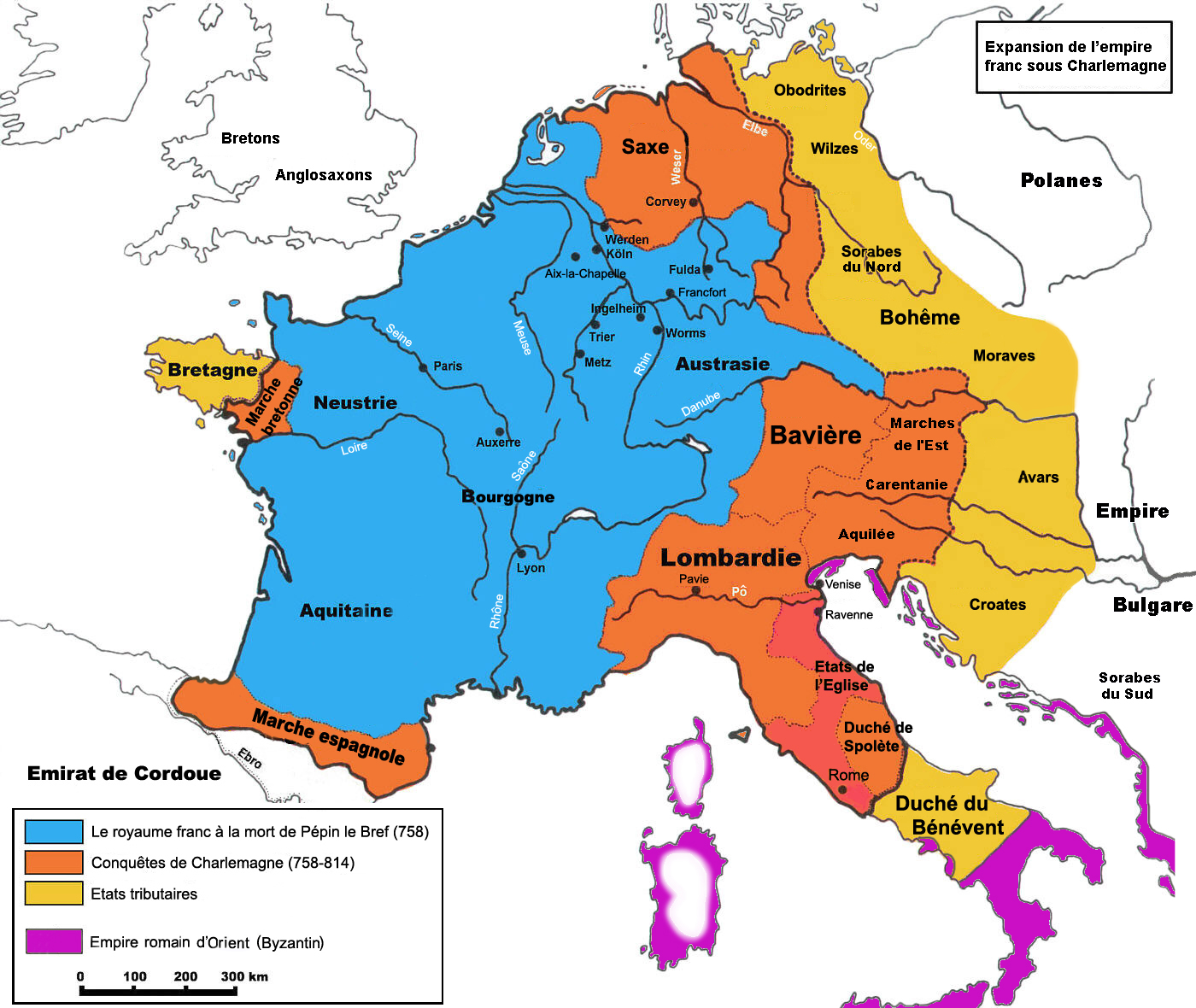
Carte rétrospective de l'Empire carolingien sous Charlemagne.
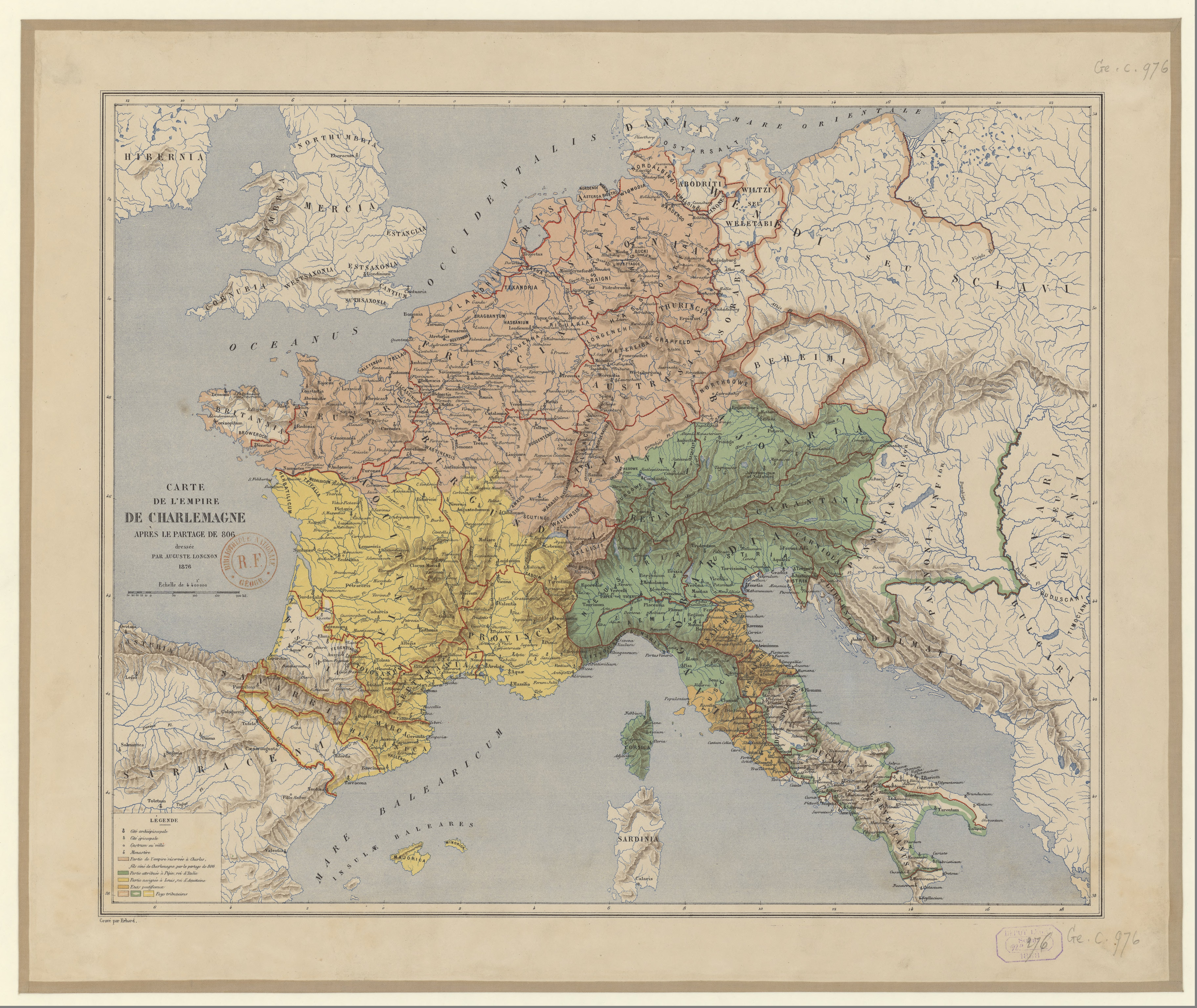
Projet de partage entre les fils de Charlemagne (assemblée de Thionville, 806) selon Auguste Longnon : Charles le Jeune, Pépin d'Italie et Louis).
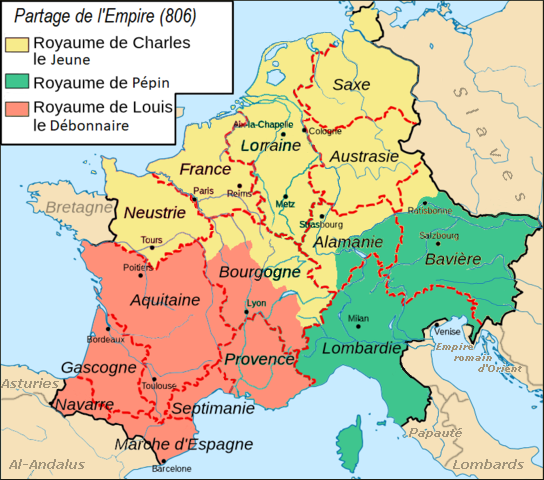
Autre représentation du projet de partage de l'Empire carolingien en 806 (les découpages régionaux sont anachroniques).
Empire carolingien selon l'Ordinatio Imperii de 817 et potestats des fils de Louis le Pieux : Lothaire, Louis, Pépin.
Premier partage de l'empire d'Occident par le traité de Verdun (843).
Autre représentation du traité de Verdun (les découpages régionaux sont anachroniques).
Second partage par le traité de Prüm (855) : la Francie médiane de Lothaire Ier est divisée entre ses trois fils : Lothaire II de Lotharingie, Charles de Provence et Louis II d'Italie.
863 : Louis II d'Italie et Lothaire II se partagent les possessions de Charles de Provence.
Traité de Meerssen (870) : à la mort de leur neveu Lothaire II, Charles II le Chauve (Francie occidentale) et Louis II le Germanique (Francie orientale) se partagent son royaume, la Lotharingie (Nord de la Francie médiane).
876 : à la mort de Louis de Bavière, ses fils se partagent la Francie orientale.
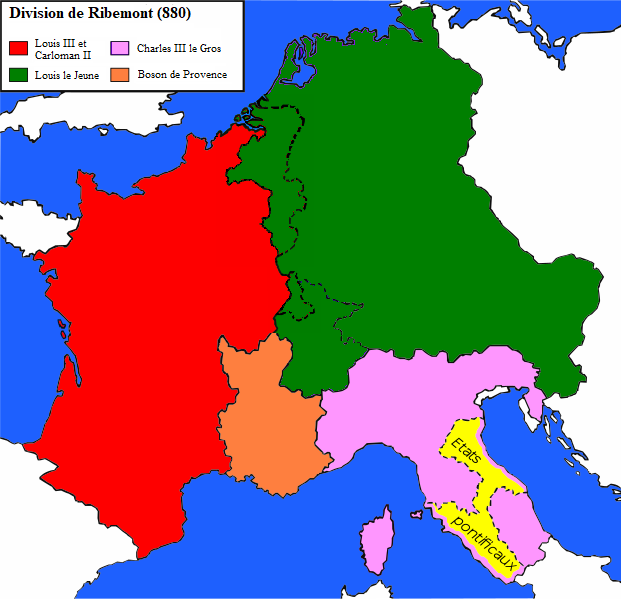
Traité de Ribemont (880) : pour lutter plus efficacement contre Boson de Provence, Louis III de France et Carloman II accordent la totalité de la Lotharingie à Louis III le Jeune contre sa neutralité dans le conflit.
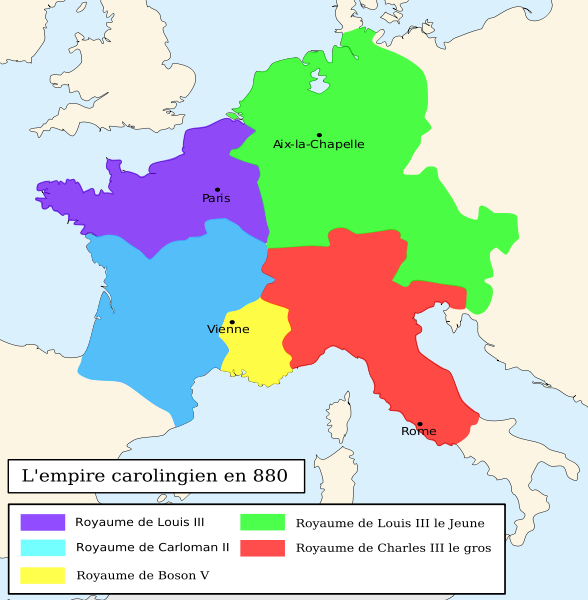
Autre représentation de l'Empire carolingien après Ribemont (880) qui montre la division de la Francie occidentale entre Louis III de France et Carloman II.

En 800, Charlemagne est couronné « empereur romain d'Occident » par le pape, après l'avoir secouru contre un complot visant à le déposer. Il rétablit ainsi de facto l'empire d'Occident, en attendant d'obtenir, éventuellement, une reconnaissance de jure par les empereurs romains d'Orient, qui ne se concrétise pas sur le moment, les Grecs appelant le nouvel État « Empire franc ». Ce sont en effet les Francs qui protègent l'Église en Gaule depuis Clovis Ier, et Pépin le Bref, père de Charlemagne, était déjà intervenu pour protéger la papauté. Lui-même continue de se désigner comme « roi des Francs et des Lombards », en plus d'« empereur romain ». C'est plus tard que Charlemagne sera partiellement reconnu empereur par Michel Ier Rhangabé et formellement par Léon V l'Arménien.

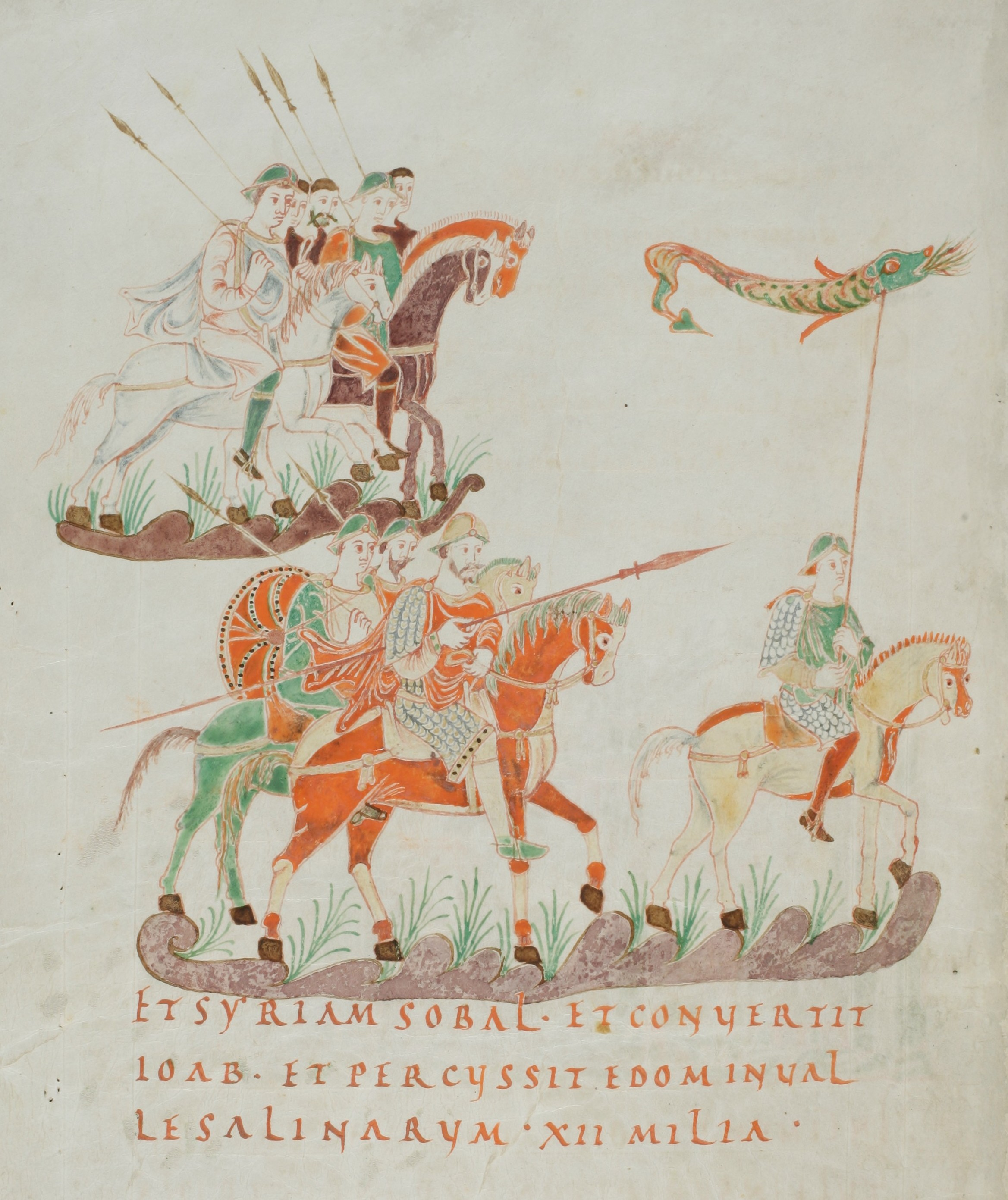
Joab, neveu du roi David, mène au combat l'armée de son oncle : l'enluminure représente les personnages bibliques comme des cavaliers francs de l'ère carolingienne. Psalterium Aureum, bibliothèque cantonale de Saint-Gall, IXe siècle.

Cependant, du fait de la faiblesse du commerce et faute de ressources financières suffisantes, Charlemagne est confronté au même problème que ses prédécesseurs : il doit s'étendre en permanence pour entretenir ses vassaux et éviter la dissolution de ses possessions. Pendant tout son règne, il tente de les fidéliser par tous les moyens en leur faisant prêter serment, en leur allouant des terres (seule richesse de l'époque) qu'ils devaient lui restituer à leur mort, et en envoyant des missi dominici surveiller ce qui se tramait à travers son empire. Pour pérenniser son empire naissant, il doit chaque année réunir son armée et la lancer vers de nouvelles conquêtes. En 774, déjà, Charlemagne intervenait en Italie et défaisait Didier, roi des Lombards, qui menaçait de nouveau le pape, et s'emparait de ses États. Par ailleurs, en 774, l'exarchat byzantin de Ravenne n'est tombé que 23 ans plus tôt et c'est donc une région riche et cultivée qui passe sous domination franque. Une fois seul maître du Royaume franc, il agrandit son royaume vers le nord et l’est (Bavière, Saxe, Frise), vers l’ouest (Bretagne) et vers le sud (nord de l’Èbre en Espagne en 778, établissant des marches). Il fait, à partir de 772, une guerre acharnée aux Saxons, qui, commandés par Witikind, lui opposent une vigoureuse résistance. Il n'achève de les soumettre qu'en 804 ; il en déporte un certain nombre pour prévenir leurs révoltes. Sa lutte contre les peuples païens, dont les Saxons, et leur conversion (forcée de fait) au christianisme, a ainsi surtout un caractère d'action politique, lui permettant de pacifier un peuple qui menaçait son empire, et ne constitue pas une guerre menée au nom de la chrétienté[réf. nécessaire].

Représentations anachroniques de batailles des conquêtes de Charlemagne
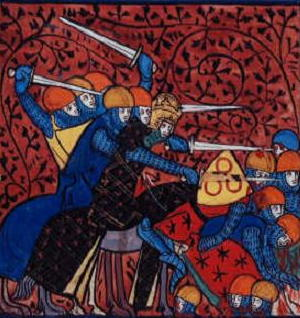
La guerre entre Charlemagne et les Saxons.
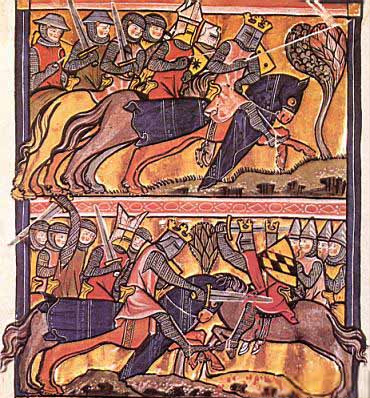
Scènes de batailles tirées de la Vita Karoli Magni.

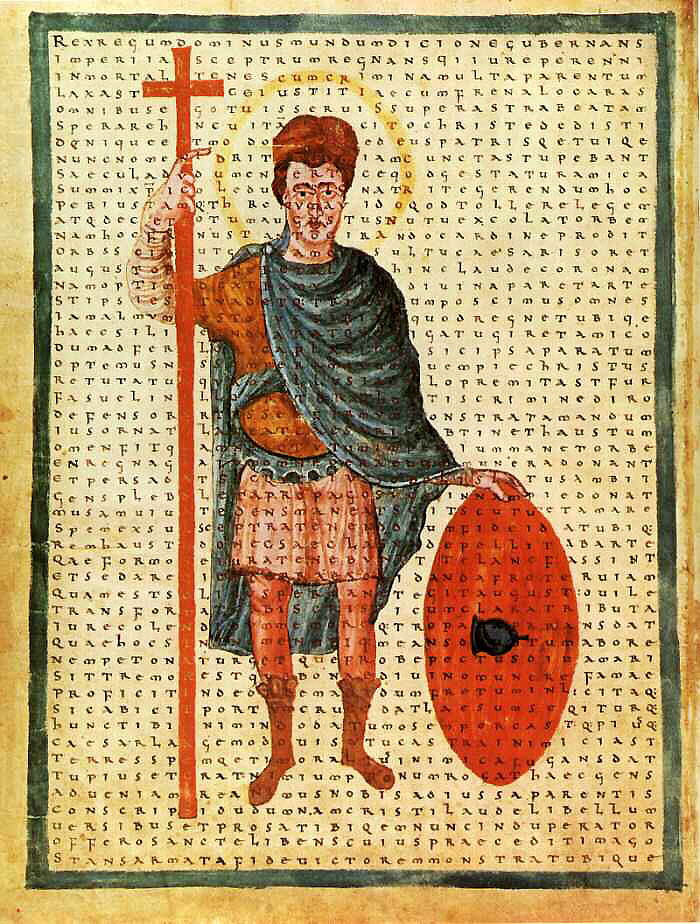
Louis le Pieux représenté dans une miniature de l'école de Fulda (826). Liber de laudibus Sanctæ Crucis, par Raban Maur.

Les pouvoirs que s'arroge Charlemagne sont très vastes : il légifère beaucoup, y compris en matière dogmatique (introduction du Filioque), et il nomme les évêques. Il ne reconnaît aucun pouvoir au-dessus de lui. Il est le défenseur du monde chrétien, et l'organise. Il fait d'Aix-la-Chapelle (Aachen, en Allemagne) sa capitale, où il fonde une école pour les cadres de l'Empire qui y bénéficient d'un minimum d'éducation en matière d'administration, de lecture, de religion. Les grands du royaume y envoient leurs fils y étudier. Il intègre également dans sa suite des hommes de tout l'Empire et de toutes ethnies : Saxons, Lombards, Goths.
Avant sa mort, suivant la coutume franque, Charlemagne prépare le partage de son empire entre ses fils, sans désigner de successeur au titre d'empereur. Par ce geste, il montre que la restauration de l'Empire était pour lui une construction éphémère, ne devant pas forcément lui survivre. Finalement, se sentant très affaibli et du fait que Louis le Pieux est le seul à survivre, il le nomme coempereur en septembre 813 à Aix-la-Chapelle.
« Au mois de septembre de cette même année (813), le susdit empereur Charles réunit une grande assemblée du peuple au palais d'Aix. Venant de tout son royaume et empire s'assemblèrent évêques, abbés, comtes, prêtres, diacres et assemblée des Francs auprès de l'empereur à Aix ; et là ils élaborèrent quarante-six chapitres sur ce qui était nécessaire à l'Église de Dieu et au peuple chrétien. Ensuite se tint une assemblée avec les dits évêques, abbés, comtes et nobles du royaume franc, et ils firent de son fils Louis un roi et un empereur. Ce à quoi tous consentirent pareillement, déclarant que cela était justifié ; et cela plut au peuple, et avec le consentement et l'acclamation de tout le peuple, il fit son fils Louis empereur avec lui, et il perpétua l'Empire par la couronne d'or, le peuple acclamant et criant : vive l'empereur Louis ! Et ce fut une grande joie dans le peuple ce jour-là. »
Mais ce fils survivant s'assurera qu'aucun des autres descendants illégitimes de son père ne puisse interférer sur la succession. En revanche, lui-même partagera l'Empire entre ses trois fils.
Charlemagne avait réussi à maintenir l'unité de l'Empire au prix de guerres incessantes, et d'une surveillance accrue de ses comtes et évêques qu'il assermente. Puissant et bien structuré, l'Empire carolingien présente cependant une faiblesse. En l'absence de guerre, l'État n'est pas assez riche pour entretenir ses vassaux. Louis le Pieux doit ainsi concéder des terres en pleine propriété et non plus à titre d'usufruit viager comme le faisait son père, qui récupérait ainsi ses terres à la mort de ses vassaux. Après Louis le Pieux, les règles de partage équitable des terres entre les héritiers conduisent au morcellement de l'Empire. Quand ses fils s'entre-déchirent pour le partage de l'Empire, ils doivent donner de plus en plus d'indépendance à leurs vassaux pour conserver leur soutien. Par exemple, le roi Charles le Chauve, en promulguant le capitulaire de Quierzy-sur-Oise le 14 ou le 16 juin 877, garantit à ses seigneurs la faculté de léguer leurs terres à leurs héritiers. Le pouvoir royal s'affaiblit considérablement et l'Empire se divise en principautés entre lesquelles les communications diminuent. La partie située à l'est de cet empire d'Occident deviendra par la suite le Saint-Empire romain germanique. L'empereur y était élu par les grands princes sans avoir beaucoup de pouvoir sur eux. Le titre d'empereur restera ensuite dans la lignée carolingienne, sans qu'une réelle légitimité ni pouvoir n'y soient associés. Au contraire, ce titre est plutôt un facteur de conflit, lorsque par exemple Lothaire Ier essaye de le faire valoir sur ses frères, et lorsque Charles le Chauve se fait attaquer par Louis le Germanique après son couronnement à Rome. Avec le ralentissement des communications, la culture générale baisse. La fin de règne des Carolingiens voit s'arrêter la production artistique durant trois générations. Il faut attendre le Xe siècle pour que se recréent sous l'impulsion des Ottoniens des États puissants et pérennes en Europe.

## Structuration de l'Empire

### Territoires
Ci-après une liste des territoires qui composaient l'empire carolingien au cours de son histoire.
- Alémanie
- Aquitaine
- Bavière
- Bénévent
- Bohême
- Bourgogne
- Bénévent
- Marche de Bretagne
- Dacie (en partie)
- Dalmatie
- Marche d'Espagne
- Francs
- Franconie
- Frise
- Marche de Gothie
- Marche de Frioul
- Istrie
- Liburnie
- Marche de Pannonie
- Saxe
- Marche des Sorbes (Marche du Nord ?)
- Spolète
- Vasconie
- Marche windique

### Organisation de l'administration et de l'éducation

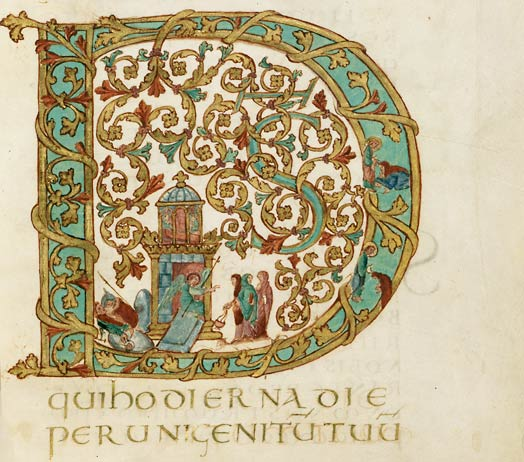
Enluminure issue du Sacramentaire de Drogon.

Le monachisme irlandais et l'instauration de la règle de saint Benoît conduisent à la création de nombreux monastères et écoles dans tout l'Empire, en particulier grâce à Benoît d'Aniane. Ces monastères avec leurs deux écoles intérieure et extérieure, leur bibliothèque et leur scriptorium sont la base de la renaissance carolingienne. Charlemagne prévoit dans son capitulaire Admonitio generalis de 789, « que dans chaque évêché, dans chaque monastère, on enseigne les psaumes, les notes, le chant, le comput, la grammaire et qu'on ait des livres soigneusement corrigés ». Le nombre d'écoles augmente encore après le concile de Mayence de 813 qui ordonne la création d'écoles rurales pour former de jeunes prêtres.
L'Empire est divisé en environ 300 comtés (subdivisés en pagi (pays)) et se structure administrativement : les missi dominici[pas clair], qui vont par deux (un comte et un évêque). Les directives élaborées à la cour sont communiquées par les capitulaires.
L’Empire englobe 189 évêchés ou civitates et plus de six cents monastères qui possèdent parfois des biens immenses. Les évêques et les abbés sont désignés directement par l’empereur, parfois sur la recommandation de leur prédécesseur. Ils sont choisis le plus souvent dans la chapelle royale, et le pape n’intervient que dans la nomination des archevêques. Le roi utilise les évêques et les abbés comme un personnel politique expérimenté pour transmettre et exécuter ses ordres. Les charges ecclésiastiques sont pleinement assimilées aux charges publiques, et sont considérées comme des « bénéfices » (les propriétés de l’Église, largement dotées par le roi, font partie du bien public au même titre que le fisc royal). L’Église doit subvenir à l’occasion aux besoins du souverain sous la forme de dons obligatoires. Les terres ecclésiastiques sont gérées par des avocats (advocati), fonctionnaires nommés par les missi ou en tout cas en présence du comte. Ils jouent un rôle judiciaire en raison de l’immunité accordée aux terres ecclésiastiques, qui échappent au pouvoir du comte[réf. nécessaire].

### Uniformisation de l'écriture

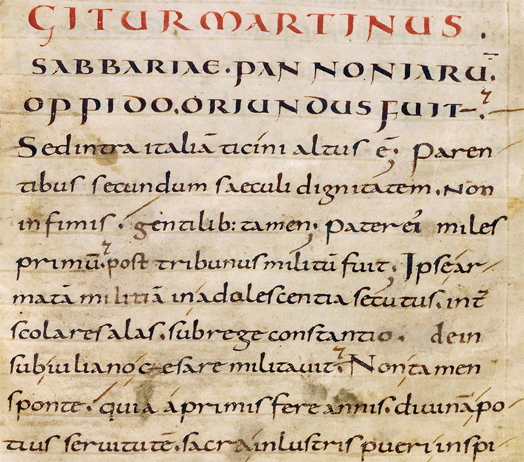
Minuscule Caroline.

Charlemagne développe l’utilisation de l’écrit comme moyen de diffusion de la connaissance, et particulièrement l’usage de la langue latine. S'appuyant sur les érudits britanniques comme Alcuin, le latin médiéval s'uniformise et incorpore des mots nouveaux (avec des racines grecques ou germaniques) pour servir de langue internationale. Vers 770, la mise au point par des scribes de l'abbaye de Corbie d’une nouvelle écriture, la minuscule caroline permet de gagner en lisibilité car les mots sont séparés les uns des autres, et les lettres sont mieux formées,. Des ateliers de copie (scriptoria) se développent dans les abbayes carolingiennes : Saint-Martin de Tours, Corbie, Saint-Riquier… Les connaissances s'échangent dans toute l'Europe. À la fin du VIIIe siècle et au début du IXe, on avait ainsi recopié Hippocrate à Saint-Gall, Pline à Corbie, à Saint-Gall et à Saint-Denis, Dioscoride à l'abbaye de Fleury-sur-Loire, Galien à Fleury-sur-Loire et à Saint-Gall, Columelle à Corbie, Palladius à Saint-Gall et à Saint-Denis, Isidore à Tours, Fleury, Luxeuil et Saint-Gall, Apicius à Tours, Marcellus à Fulda, lui-même recopié dans le Nord-Est de la France au début du IXe siècle, Cassiodore à Tours, Corbie, Saint-Gall, Saint-Denis, Alcuin à Tours, Fleury et Saint-Gall, Vitruve à Jarrow, Fulda et Reichenau,,…

### Uniformisation comptable et monétaire
En raison d'un commerce déficitaire avec les Omeyyades (soit directement, soit via Byzance), et de la diminution des échanges avec le monde méditerranéen due à la perte de contrôle de la Méditerranée par Byzance, la diminution du numéraire en or rend nécessaire l'adoption d'une monnaie frappée avec un métal plus abondant en Europe que l'or. D'autre part, il faut une monnaie de valeur plus faible adaptée aux transactions courantes. Le développement du commerce autour de la mer du Nord entraîne la frappe de monnaies d'argent par les Frisons et les Anglo-Saxons dès 680. Au début du règne des Pippinides, les différentes parties de l'Empire utilisent des monnaies différentes, ce qui freine les échanges. En 755, Pépin le Bref prend le contrôle de Dorestadt et des ateliers de frappe de monnaie frisons, le roi affirme son monopole à battre monnaie, ordonnant la frappe d'un denier d'argent normalisé, orné de son monogramme.

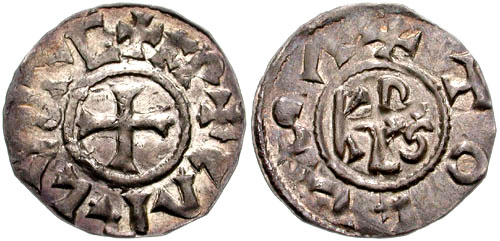
Denier frappé sous Charlemagne (argent, poids de 1.19 g, recto et verso).

Dans le même esprit, Charlemagne institue par capitulaire, en 794, un système fondé sur une masse d'argent : la nouvelle livre correspond à un poids de 434,80 grammes d'argent. Il se fonde sur des monnaies de l'Empire romain : le solidus ou sol, et le denier. Au départ, on taille, dans cette livre d'argent, 240 deniers : le poids théorique du denier est donc de 1,812 g. Un sol (un sou) vaut 12 deniers soit un vingtième de livre carolingienne. Circulent aussi des monnaies divisionnaires, comme l'oboles (demi-denier) et des pictes (quarts de denier). Seul le denier sert de monnaie d'usage, le sol et la livre servant, eux, de monnaie de compte : un « sol de farine » est la quantité de farine que l'on peut acheter avec 12 deniers. Cette uniformisation de la monnaie facilite les transactions commerciales à travers l'Empire et donc augmente les échanges entre les différentes régions. Une véritable révolution économique est lancée, l'utilisation de la monnaie s'accélère et est attestée même pour des échanges modestes. Une des implications est qu'il devient rentable de produire des surplus agricoles susceptibles d'être vendus. La voie est ouverte au développement démographique et à la mutation progressive vers une société plus commerçante, artisanale et citadine.
Les Carolingiens prennent d'autres mesures pour favoriser le commerce : ils entretiennent les routes, favorisent les foires (Charles Martel autorise la création de marchés ruraux dans les vici dès 744)… Cependant, ce commerce est étroitement encadré et taxé, les prix sont fixés depuis 794 et l'exportation des armes est prohibée. Ceci permet au souverain de récupérer des entrées fiscales et des produits précieux nécessaires à l'entretien de ses vassaux.

## Politique culturelle

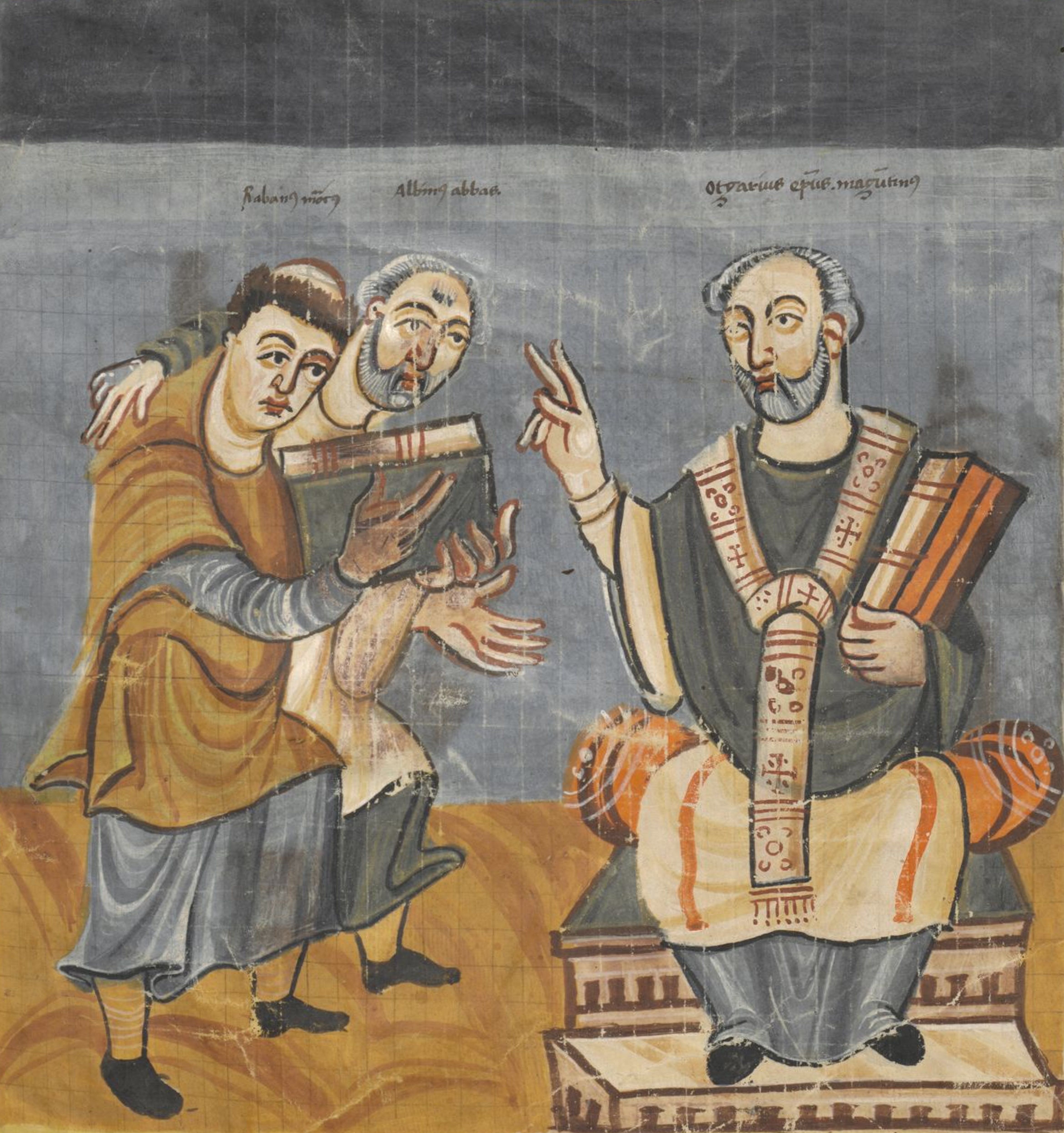
Raban Maur (gauche), présenté par Alcuin (centre), dédicace son œuvre à l'archevêque Otgar de Mayence (droite). Liber de laudibus Sanctae Crucis, manuscrit de Fulda, vers 831-840.

Sous son règne, on assiste à une renaissance, appelée la « renaissance carolingienne », qui consiste à étudier les héritages de la civilisation antique dans un esprit chrétien.
Pour stimuler et maintenir les valeurs chrétiennes au sein de son empire, Charlemagne adopte une politique culturelle ambitieuse :
- un vaste programme d'éducation est mis en œuvre par le principal conseiller de Charlemagne, Alcuin, en mettant en place des écoles, selon le cadre des arts libéraux, transmis de l'Antiquité tardive par Bède le Vénérable ;
- les bibliothèques se développent et se multiplient : Charlemagne met d'ailleurs en place une bibliothèque impériale à Aix-la-Chapelle ;
- la liturgie est diffusée par Benoît d'Aniane après la fin du règne de Charlemagne, à partir de l'ordre bénédictin ;
- la théologie se développe (Alcuin, Théodulf d'Orléans) ;
- Charlemagne restaure la philosophie et l'étude des auteurs latins et de Platon, qu'il stimule à sa cour ;
- l'art des manuscrits s'enrichit considérablement dans les scriptoria, avec la minuscule caroline, les enluminures ;
- il se construit dans tout l'Empire pendant le haut Moyen Âge pas moins de 312 cathédrales 1 254 monastères et 129 résidences royales[47], avec un art très achevé de l'orfèvrerie, des fresques et des mosaïques inspirées de l'art byzantin ;
- les études historiques réapparaissent avec Paul Diacre, Éginhard.

## Conséquences
En 877, Charles le Chauve meurt. Son règne aura été celui de l'apogée artistique de la renaissance carolingienne. Mais la dissolution de l'Empire s'aggrave, des charges ecclésiastiques sont données à des laïcs par des princes soucieux de récompenser leurs vassaux. L'Église sombre dans une crise plus profonde encore que celle du VIIe siècle.
La renaissance aura au total duré quelques décennies et l'ambitieux programme de rénovation culturelle voulu par Charlemagne n'aura eu qu'une pénétration superficielle de la société. Il touche essentiellement les ecclésiastiques et la haute aristocratie. L'enseignement des prêtres dont Charlemagne avait fait l'une de ses priorités n'a que très partiellement porté ses fruits. Cependant, la conversion de l'Occident au catholicisme est un succès, le paganisme est en net recul, même si l'Église a dû s'adapter et accepter la multiplication du culte des reliques ou des saints, qui entraînent une multiplication des pèlerinages (le pèlerinage de Saint-Jacques-de-Compostelle commence vers l'an 800). Des évolutions économiques et structurelles encore peu visibles sont cependant lancées. L'institution du denier d'argent métamorphose l'économie et bientôt la société, l'Europe entre dans l'âge féodal.

### La féodalité

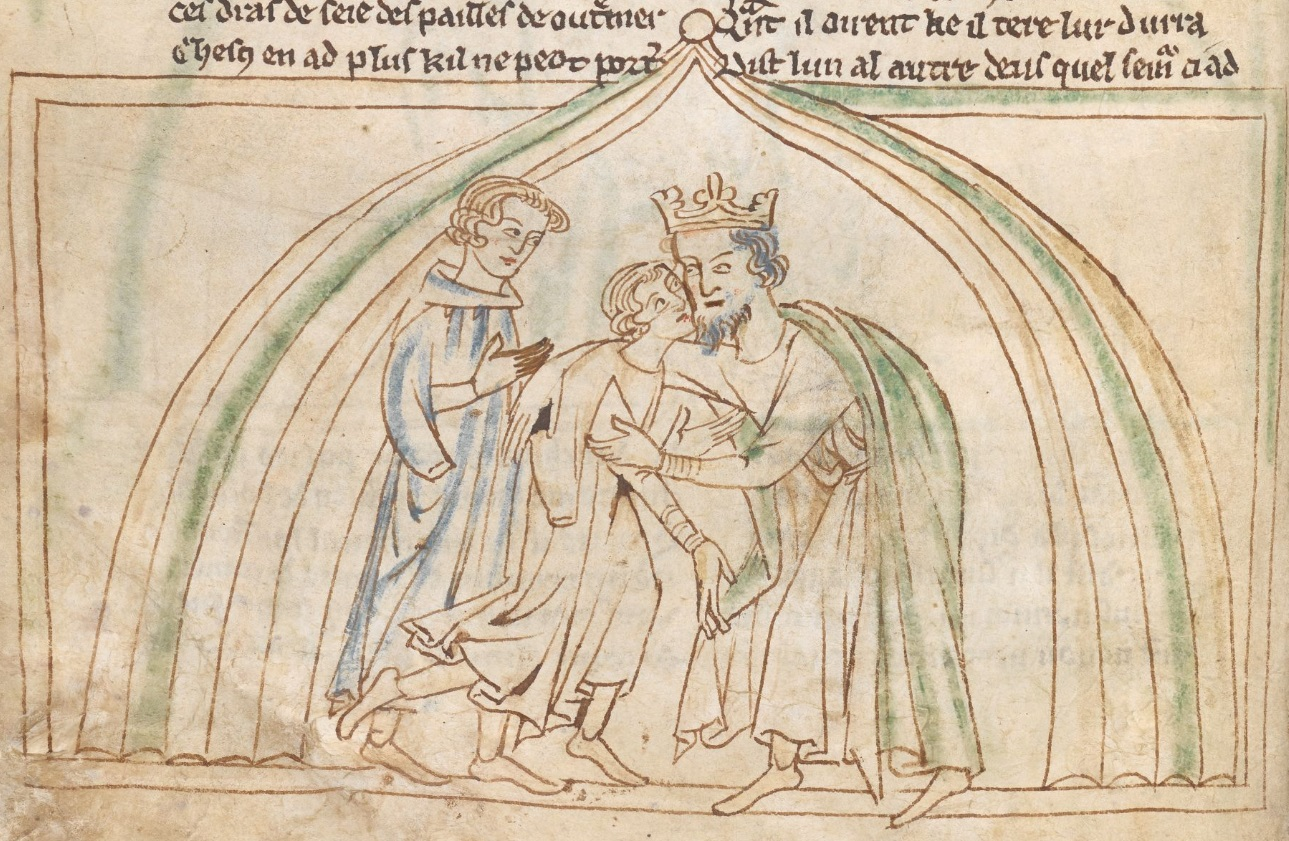
Charlemagne embrasse Roland.
Chanson d'Aspremont, British Library, Lansdowne Ms. 782, XIIIe siècle.

Pour maintenir l'unité de l'Empire, Charlemagne introduit la cérémonie de recommandation, qui imposait un serment de vassalité. Il surveille de près ses vassaux, qui sont inspectés régulièrement par des missi dominici et sont convoqués annuellement pour partir en campagne. D'autre part, il ne concédait les charges qu'à titre de viager, ce qui permettait de récupérer les terres à la mort de son vassal, d'éviter la perte progressive de ses possessions et de conserver un moyen de pression sur ses vassaux, desquels la jouissance des terres accordées en précaire peut être retirée. Mais son fils Louis le Pieux rompt l'équilibre entre les biens fonciers fiscaux et les biens fonciers accordés en jouissance à la noblesse. Dès lors, il n'est plus assez riche pour entretenir ses vassaux et plus rien ne bride leurs velléités naturelles d'indépendance. De plus, les campagnes militaires deviennent moins fréquentes après 820 et les contrôles par les missi dominici se raréfient et sont de moins en moins efficaces (ils deviennent coûteux à entretenir, sont corruptibles et les voyages à l'époque sont pénibles) : le contrôle des vassaux se fait de plus en plus lâche. D'ailleurs, Charlemagne avait déjà l'habitude de confier les terres en précaire aux fils de ses vassaux à la mort de ceux-ci. Progressivement, la transmission héréditaire devient une habitude et la sensation que la terre et des charges appartiennent au souverain décline. Cet état de fait s'aggrave encore quand les fils de Louis le Pieux s'entre-déchirent pour le pouvoir et doivent concéder de plus en plus d'autonomie à leurs vassaux pour conserver leur soutien.

Partage de l'Empire carolingien au traité de Verdun.

Le règne de Charles II est symptomatique. Après le partage de Verdun (843) entre les trois fils de Louis le Pieux, Charles le Chauve hérite du royaume des Francs de l'Ouest, mais il a besoin du consentement et de l'appui de l'aristocratie pour entrer véritablement en possession de son royaume. Lors d'une assemblée tenue à Coulaines en novembre 843, il leur concède « la jouissance paisible de leur fonction et de leurs biens » et en retour ils lui apportent « aide et conseil ». Il tente de conserver l'autorité impériale par tous les moyens, s'adjoignant en particulier le soutien des ecclésiastiques auxquels il concède la possibilité de battre monnaie. Le passage définitif vers la féodalité se fait par le capitulaire de Quierzy-sur-Oise du 16 juin 877, quand il garantit à ses vassaux la faculté de léguer leurs terres à leur héritier.

### Mutation de la société agricole

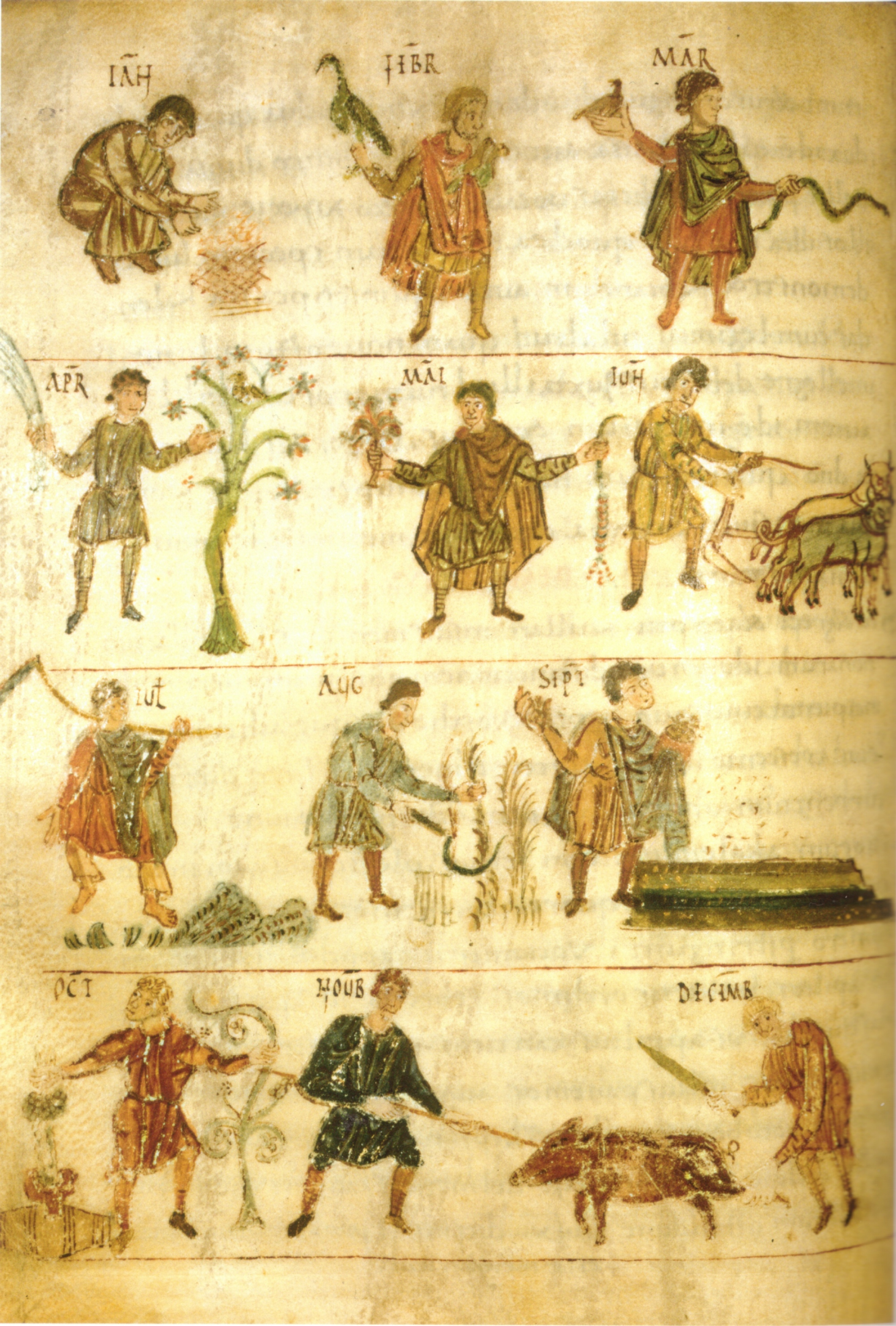
Le cycle annuel des travaux agricoles, Codex 387 de Vienne, v. 800-825.

À partir de 800, les campagnes militaires se font plus rares et le modèle économique franc basé sur la guerre n'est plus viable. L'agriculture est encore largement inspirée du modèle antique de grands domaines cultivés par des esclaves. Mais ceux-ci ont une productivité faible (car non intéressés aux résultats de leur travail) et sont coûteux en saison morte. Quand vient la paix, nombreux sont les hommes libres qui choisissent de poser les armes pour le travail de la terre plus rentable. Ceux-ci confient leur sécurité à un protecteur contre le ravitaillement de ses troupes ou de sa maison. Certains arrivent à conserver leur indépendance, mais la plupart cèdent leur terre à leur protecteur et deviennent exploitants d'une tenure (ou manse) pour le compte de ce dernier. Dans le sens inverse, les esclaves sont émancipés en serfs gérant une terre et rémunérant leur maître par une partie de leur production ou par des corvées et deviennent plus rentables (cette évolution se fait d'autant mieux que l'Église condamne l'esclavagisme entre chrétiens). La différence entre paysans libres et ceux qui ne le sont pas s'atténue. La frappe de monnaie d'argent depuis plusieurs générations, et son homogénéisation en 781 par Charlemagne est un progrès énorme : plus adapté que l'or qui ne convient que pour des transactions très onéreuses, le denier d'argent permet l'introduction de millions de producteurs et de consommateurs dans le circuit commercial. Le paysan peut revendre des surplus, il est donc intéressé à produire plus que ce qu'il faut pour survivre après avoir reversé une partie de sa production à son seigneur. Il en résulte de nombreux défrichages et une amélioration des techniques : passage de la rotation biennale à l'assolement triennal, utilisation de la fumure, apparition du collier d'épaule et du fer à cheval…

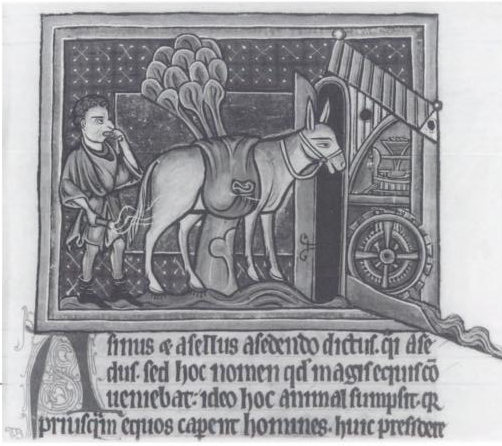
Moulin à eau, miniature anglaise, v. 1200-1250.

De même, les propriétaires terriens ecclésiastiques comme laïcs fournissent des charrues, investissent dans des équipements améliorant la productivité : moulins à eau (en remplacement des meules à bras utilisées tant que la main d'œuvre était servile), pressoirs à huile ou à vin (en remplacement du foulage)… Les rendements passent de 4 pour 1 à 5 ou 6 pour 1. L'utilisation de l'énergie hydraulique plutôt qu'animale ou humaine permet une productivité sans comparaison avec celle disponible dans l'Antiquité : chaque meule d'un moulin à eau peut moudre 150 kg de blé à l'heure, ce qui correspond au travail de 40 esclaves. Ces progrès dégagent de la main d'œuvre pour d'autres activités. La population est mieux protégée des disettes et par voie de conséquence des épidémies : la mortalité diminue. L'introduction de la monnaie et d'une fiscalité à montant fixe a un autre effet : il devient intéressant d'avoir des enfants car du fait des surplus dégagés ils augmentent la capacité de production agricole et sont moins vus comme des bouches à nourrir. La croissance démographique et l'augmentation de la production agricole s'auto-entretiennent en un cercle vertueux : elles sont la clef du renouveau médiéval. Cette métamorphose se fait progressivement, ses effets sont encore peu visibles au IXe siècle, d'autant qu'elle est vite freinée par les invasions et guerres féodales, mais la révolution agricole est en germe et elle se concrétise pleinement quand elles cessent au Xe siècle.

### Croissance des villes

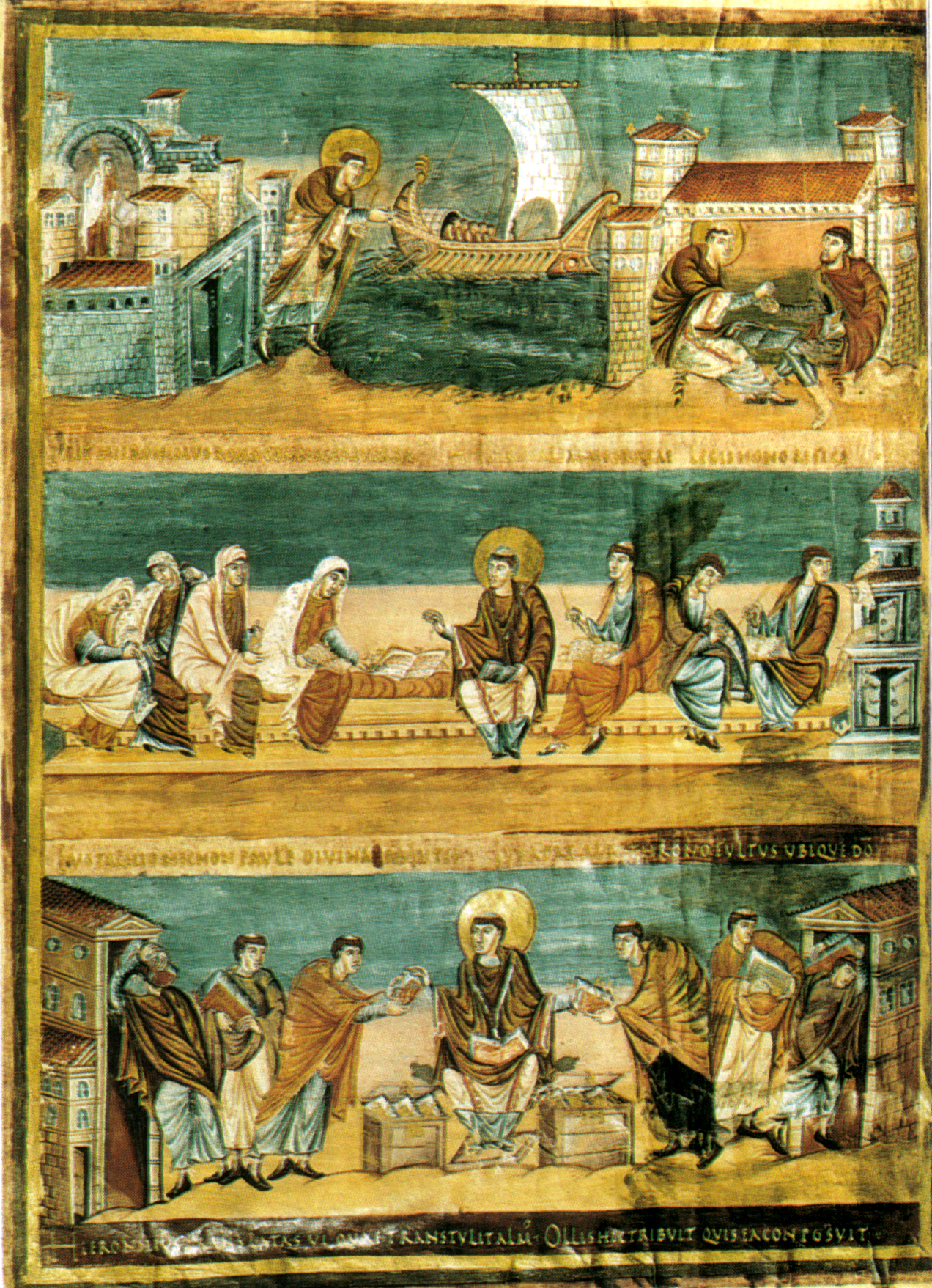
Scènes de la vie urbaine. Première Bible de Charles le Chauve, 846.

Les surplus agricoles monnayables engendrent un enrichissement de certains exploitants et dégagent de la main d'œuvre pour l'artisanat ou le commerce : les villes grossissent et de nombreux bourgs se créent. Un capitulaire de 743 révèle qu'il n'existe pas de marché dans chaque évêché ; cent ans plus tard, Charles le Chauve doit demander à chaque comte de dresser la liste des marchés dans leur comté. La relation commerciale entre villes et campagnes s'accroît et un réseau routier secondaire se crée : la densité du réseau de communication devient à partir du Xe siècle sans commune mesure avec celle des voies romaines, qui ne desservent que les grands axes. Si la révolution agricole engendrée par la diffusion de la monnaie voit ses effets ralentis dans un premier temps par les invasions du IXe siècle, celles-ci ont pour effet paradoxal d'accélérer le processus de réorganisation des grands domaines et de défrichage et de grossir la population urbaine.

### Renforcement de l'influence économique et politique des abbayes
Le développement intense du monachisme avec des règles communes (voir Benoît d'Aniane), l'instauration d'une écriture unique (la caroline) plus lisible, facilitent le transfert des connaissances et préparent la poussée culturelle, technique et démographique du XIe siècle. Dans un premier temps, les désordres occasionnés par incursions vikings, sarrasines ou hongroises et les pillages et guerres privées de la noblesse inhérents au système féodal naissant freinent considérablement le développement économique et les échanges culturels. De nombreuses charges épiscopales, paroissiales ou abbatiales sont confiées à des laïcs et le clergé sombre dans une crise plus profonde encore qu'au VIIe siècle. Mais le gros travail missionnaire a porté ses fruits et les abbayes qui continuent à avoir un comportement moral irréprochable acquièrent un prestige extraordinaire. La culture ne progresse plus mais les abbayes conservent leurs scriptoriums et l'acquis culturel carolingien au fond de leurs bibliothèques. Dans le même temps, la dissolution de l’État renforce les abbayes, qui sont le fer de lance économique des royaumes francs. Elles sont de plus en plus nombreuses à réussir à s'affranchir de la tutelle de la noblesse locale et peuvent élire leur propre abbé. Celles-ci s'organisent en ordre religieux autour de Cluny et acquièrent un pouvoir politique et économique de premier ordre : elles sont en mesure au Xe siècle, de discipliner la noblesse par les mouvements de la trêve de Dieu puis de la paix de Dieu et de soutenir la création d’États stables autour des dynasties qui finissent par dominer l'organisation clientéliste qui prévaut dans ce contexte de naissance de la féodalité. En un mot, elles seront les moteurs de la renaissance de l'an mil.

## Acception géographique
Les terres couvertes par l'Empire carolingien de Charlemagne constituent une acception admissible du terme Occident chrétien médiéval.